# Campo Romanos
Campo Romanos es una comarca natural no oficial definida por una meseta de entre 900 y 1000 m s. n. m. localizada dentro de la cubeta Calatayud-Daroca-Teruel. 
Los municipios del norte y centro del Campo pertenecen a la comarca de Daroca en la provincia de Zaragoza mientras que los del sur forman parte de la comarca del Jiloca en la provincia de Teruel ambos en Aragón. Igualmente se encuentran repartidos entre los partidos judiciales de Daroca y Calamocha, en España.

## Descripción
Hasta 1833 pertenecía al corregimiento de Daroca, tras esa fecha quedó repartida entre las dos provincias citadas. Tras la división comarcal actual ha quedado dividida entre el Campo de Daroca y la comarca de Jiloca. Meseta alta y fría, de calizas miocenas, limita al norte con la sierra Modorra, al este con las de Peco y Cucalón, y al sur con la sierra Pelarda. Por el oeste, el límite está definido por el reborde escarpado de la propia meseta, que lo separa del valle del Jiloca. Es una región de inviernos muy largos y fríos, con una temperatura media en enero de 2,5° y en agosto de 19,8°. La precipitación anual es de 400 mm de media.
Se extiende a lo largo de 483 km², en los que se localizan 18 municipios, muy cercanos unos de otros: Anento, Badules, Cucalón, Ferreruela de Huerva, Fombuena, Lagueruela, Langa del Castillo, Lanzuela, Lechón, Mainar, Nombrevilla, Retascón, Romanos, Torralbilla, Villadoz,  Villahermosa del Campo, Villarreal de Huerva y Villarroya del Campo además de la pedanía de Cuencabuena, perteneciente al municipio de Calamocha. La población agregada es de 1657 habitantes según el INE (2024).
Región de economía agrícola, basada en el cultivo del cereal de secano. Las localidades de la vega son algo más prósperas que las de la montaña, donde los suelos son más pobres. Es una zona bastante despoblada y en regresión demográfica debido a las duras condiciones físicas y al envejecimiento poblacional.

## Fiestas
- Las fiestas en honor a Nuestra Señora del Rosario, patrona del Campo Romanos tienen lugar durante el 6 de junio. No se celebran en todos los pueblos de la zona.